# Рудьки
Рудьки́ (Рудяки) — колишнє село в Україні Іванківського району Київської області, що знято з обліку у зв'язку з відселенням мешканців унаслідок аварії на ЧАЕС.
Село Рудьки розташоване на відстані 33 км на північний-захід від міста Чорнобиль. За три кілометри від села розташоване село Річиця. Село Рудьки мало невеликі розміри й власної церкви не мало. Адміністративно входило до Річицької сільської ради та до ліквідованого в 1986 р. Чорнобильського району.
На межі 1970-80-х рр. у селі проживало близько 220 мешканців.
Напередодні аварії на ЧАЕС у селі мешкало 150 мешканців, було 78 дворів.
Мешканці села відселені в 1986 році в село Аркадіївка Згурівського району Київської області. Виселене внаслідок сильного радіоактивного забруднення. Офіційно зняте з обліку 1999 року за відсутністю жителів.
Після Чорнобильської катастрофи село увійшло до 10-кілометрової зони відчуження.
У середині XIX століття називалося Рудяки́.
Частина території села згоріла під час лісових пожеж у 2020 році.
З кінця лютого до 1 квітня 2022 року село було окуповане російськими військами.